# Garsa arbòria de les Andaman
La garsa arbòria de les Andaman (Dendrocitta bayleii) és un ocell de la família dels còrvids (Corvidae). Habita els boscos densos de les illes Andaman.